# Dème d'Argos Orestique
Le dème d'Argos Orestique ou d'Árgos Orestikó (en grec moderne : Δήμος Άργους Ορεστικού) est un dème situé dans la périphérie de Macédoine-Occidentale en Grèce. Le dème actuel est issu de la fusion en 2011 entre les dèmes d'Argos Orestique et d'Íon Dragoúmis, devenus des districts municipaux.
Son siège est la localité d'Argos Orestique ou Árgos Orestikó, appelée Chroupista (Χρούπιστα) avant 1926 et rebaptisée du nom d'une cité antique dans le cadre de la politique d'hellénisation des toponymes.
Le district municipal d'Íon Dragoúmis a été nommé en l'honneur du patriote éponyme dont il était originaire.